# نهائي كأس إفريقيا للأندية البطلة 1992
نهائي كأس أفريقيا للأندية البطلة 1992 هي المباراة النهائية للنسخة 28 من دوري أبطال أفريقيا . توج الوداد البيضاوي المغربي بالكأس لأول مرة في تاريخه على حساب الهلال السوداني.

## الفرق
| الفريق | المنطقة      | مشاركة سابقة (الخط الغليظ يشير إلى بطل تلك النسخة) |
| ------ | ------------ | -------------------------------------------------- |
| الهلال | شمال أفريقيا | 1 (1987)                                           |
| الوداد | شمال أفريقيا | 0                                                  |

## النهائي
| الوداد                        | 2–0   | الهلال |
| ----------------------------- | ----- | ------ |
| الداودي 87' (ض.ج) · برتوت 90' | تقرير |        |

| الهلال | 0–0   | الوداد |
| ------ | ----- | ------ |
|        | تقرير |        |